# Prêts Nishihara

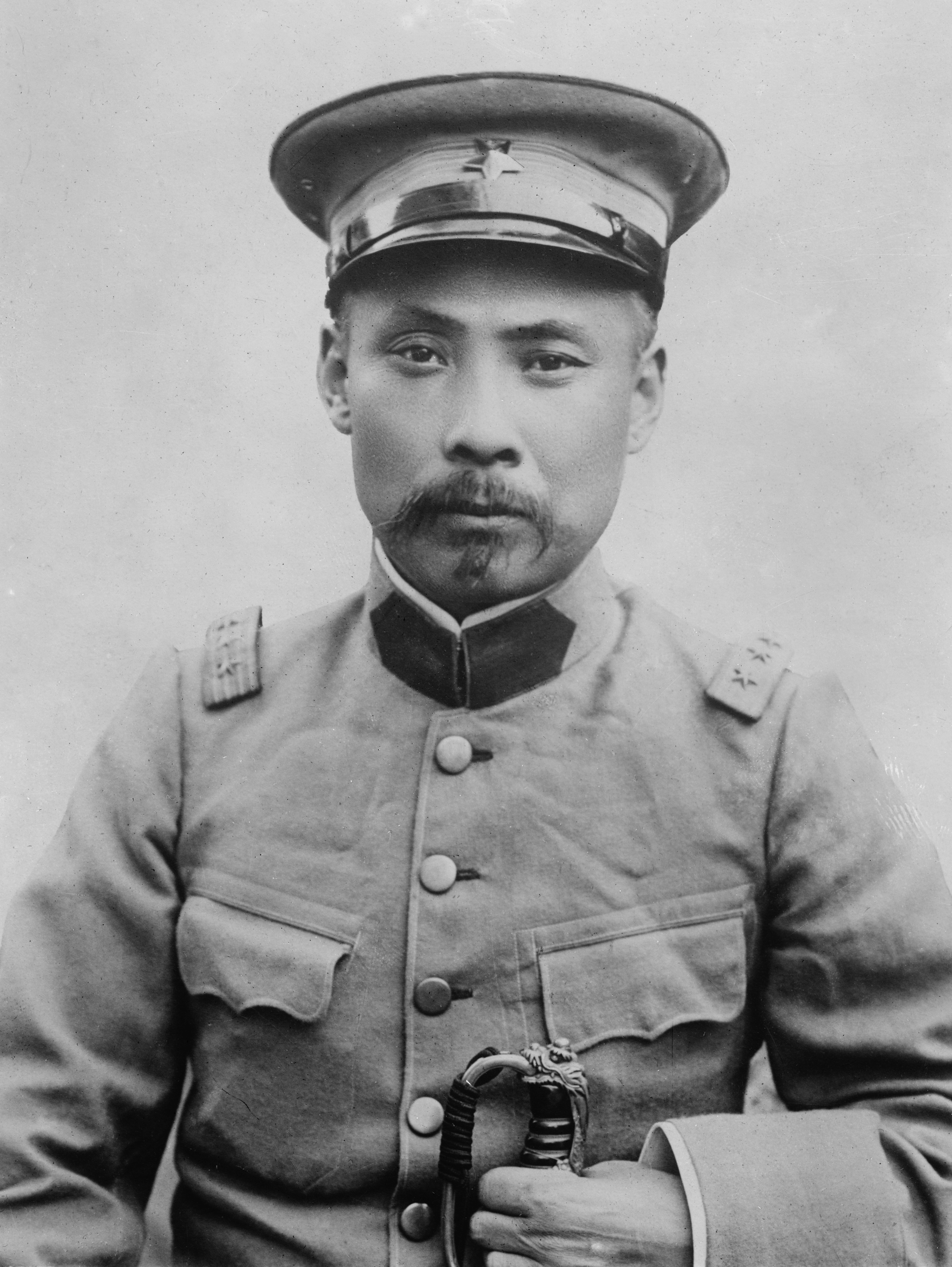
Duan Qirui

Les prêts Nishihara (西原借款, Nishihara Shakkan) sont une série d'emprunts accordés par l'empire du Japon, sous le gouvernement du Premier ministre Terauchi Masatake, au seigneur de guerre chinois Duan Qirui de la clique d'Anhui de janvier 1917 à septembre 1918, en échange de concessions territoriales et de droits dans le Nord de la Chine.
En janvier 1917, le Premier ministre Terauchi envoie un homme d'affaires nommé Nishihara Kamezo (1873–1954) pour négocier une série de huit prêts d'un montant total de 145 millions de yens au chef d'un des groupes ayant émergé de l'ancienne armée de Beiyang. Nishihara est assisté par le ministre des Finances Shoda Kazue, ancien président de la banque de Chosen en Corée. Les prêts sont accordés par des banques privées en tant qu'investissements dans le développement de la Chine, cependant, ils sont en réalité orchestrés par le gouvernement japonais pour aider Duan Qirui dans sa guerre contre ses rivaux pour le contrôle du Nord de la Chine.
En retour à ce soutien financier, la Japon reçoit la confirmation de ses revendications de l'ancien comptoir allemand de Kiautschou, des voies ferrées de la province du Shandong et de droits additionnels en Mandchourie.
Lorsque les prêts et les détails des accords sont connus de l'opinion publique, Duan Qirui est violemment critiqué pour avoir fait ces marchés traîtres avec les Japonais. Certains des droits accordés au Japon sont très similaires à la 5e clause rejetée des récentes Vingt et une demandes. Ce mécontentement grandissant donnera naissance au mouvement du 4-Mai.